# 哈夫莎
哈夫莎·宾特·欧麦尔（阿拉伯语：‎，羅馬化：Ḥafṣah bint ʿUmar，605年—665年），又译为哈福赛、哈甫姒，是伊斯兰教先知穆罕默德的第四位妻子，也是第二代哈里发欧麦尔·本·赫塔卜之女。

## 生平
哈夫莎出生于605年，是哈里发欧麦尔的长女。她曾与穆罕默德追随者胡奈斯结婚，624年8月去世。
当哈夫莎的待婚期刚一结束，父亲欧麦尔就先后试图将她嫁给奥斯曼·本·阿凡与阿布·伯克尔，不过两人都拒绝了她。欧麦尔向穆罕默德抱怨此事，穆罕默德则回应道：“哈夫莎将会嫁给比奥斯曼更好的男人，而奥斯曼则会娶到比哈夫莎更好的女人。”
625年初，穆罕默德娶哈夫莎为妻，也以此巩固了他与欧麦尔之间的关系。
哈夫莎于665年10月或11月去世。死后她与穆罕默德其他妻子一同葬在麦地那巴齐墓地。